# Анастасиу, Яннис
Я́ннис Анастаси́у (греч. Γιάννης Αναστασίου; род. 5 марта 1973, Арта) — греческий футболист и футбольный тренер. В Греции выступал за клубы «Превеза», «Этникос» и ОФИ. В 1998 году перешёл бельгийский «Андерлехт», в составе которого в 2000 году стал чемпионом Бельгии. С 2000 года выступал в чемпионате Нидерландов, играл за «Роду», «Аякс» и «Спарту». В составе «Аякса» становился чемпионом Нидерландов, а также обладателем Кубка и Суперкубка этой страны. Игровую карьеру завершил в 2008 году в клубе Первого дивизиона Нидерландов «Омниворлде».

## Биография

### Клубная карьера
Яннис Анастасиу начал свою футбольную карьеру в клубе «Превеза», в котором в первом же сезоне забил 13 мячей в 32 матчах. В 1991 году Яннис перешёл в клуб «Этникос» из города Пирей. За пять сезонов Анастасиу провёл 106 матчей и забил 25 мячей. Несмотря на то, что Яннис в 1995 году подписал с клубом новый контракт, Анастасиу в 1996 году перешёл в клуб ОФИ с греческого острова Крит. В чемпионате Греции за ОФИ Яннис провёл два с половиной сезона, отыграв 82 матча и забив 22 мяча.
В 1998 году Анастасиу перешёл в бельгийский «Андерлехт». В «Андерлехте» Яннис редко попадал в основной состав, за два сезона Анастасиу провёл 23 матча и забил 9 мячей. В 2000 году Анастасиу перебрался в Нидерланды и подписал контракт с клубом «Рода» из города Керкраде. В своём первом сезоне за «Роду» Яннис стал самым ценным игроком своего клуба. В чемпионате Нидерландов сезона 2000/01 Анастасиу забил 19 мячей и занял третье место в списке бомбардиров турнира, а его клуб занял 4 место в чемпионате. В последующие два с половиной сезона Яннис забил 29 мячей в 80 матчах.
В середине сезона 2003/04 Анастасиу перешёл амстердамский «Аякс», у которого были проблемы в нападении, так как их нападающие Златан Ибрагимович и Мидо были травмированы. «Аякс» заплатил «Роде» за трансфер футболиста, по некоторым данным, € 300 тыс. Дебют Янниса за «Аякс» состоялся 8 февраля 2004 года в домашнем матче против ПСВ, который завершился победой «Аякса» со счётом 2:1. В «Аяксе» Яннис так и не стал игроком основного состава, но даже выходя на замену забивал, в том числе 25 сентября 2004 года в матче против своего бывшего клуба «Роды». 24 апреля 2005 года Яннис, выйдя на замену в матче против «Де Графсхапа», забил единственный мяч в матче.
В конце сезона 2004/05 Анастасиу продлил свой контракт с клубом на один год по настоянию главного тренера Данни Блинда. В сезоне 2005/06 Анастасиу продолжал выполнять роль запасного игрока, всего Яннис провёл в сезоне 7 матчей, так и не забив ни одного мяча. Летом 2006 года Яннис перешёл в роттердамскую «Спарту», в которой был его бывший тренер по «Роде» Вильян Влут и бывший одноклубник по «Аяксу» Энтони Одобай, который перешёл в «Спарту» именно по рекомендации Янниса. В «Спарте» Анастасиу не смог оправдать надежды главного тренера, и в конце сезона 2006/07 контракт с Яннисом был расторгнут.
Закончил Анастасиу футбольную карьеру в клубе «Омниворлд», за который Яннис в 11 матчах забил 2 мяча. В марте 2008 года Анастасиу объявил окончательное решение о завершении игровой карьеры.
15 июля 2008 года стало известно о том, что Яннис в сезоне 2008/09 станет ассистентом главного тренера греческого «Панатинаикоса», нидерландца Хенка тен Кате.

### Карьера в сборной
За национальную сборную Греции Яннис Анастасиу провёл 5 матчей в период с 1998 по 1999 год.

## Достижения
- Чемпион Бельгии: 1999/2000
- Чемпион Нидерландов: 2003/04
- Обладатель Суперкубка Нидерландов: 2005
- Обладатель Кубка Нидерландов: 2005/06